# Parangara
Parangara is een geslacht van rechtvleugeligen uit de familie sabelsprinkhanen (Tettigoniidae). De wetenschappelijke naam van dit geslacht is voor het eerst geldig gepubliceerd in 1945 door Rehn.

## Soorten
Het geslacht Parangara  is monotypisch en omvat slechts de volgende soort:
- Parangara campa (Rehn, 1945)